# Бриар (древесина)

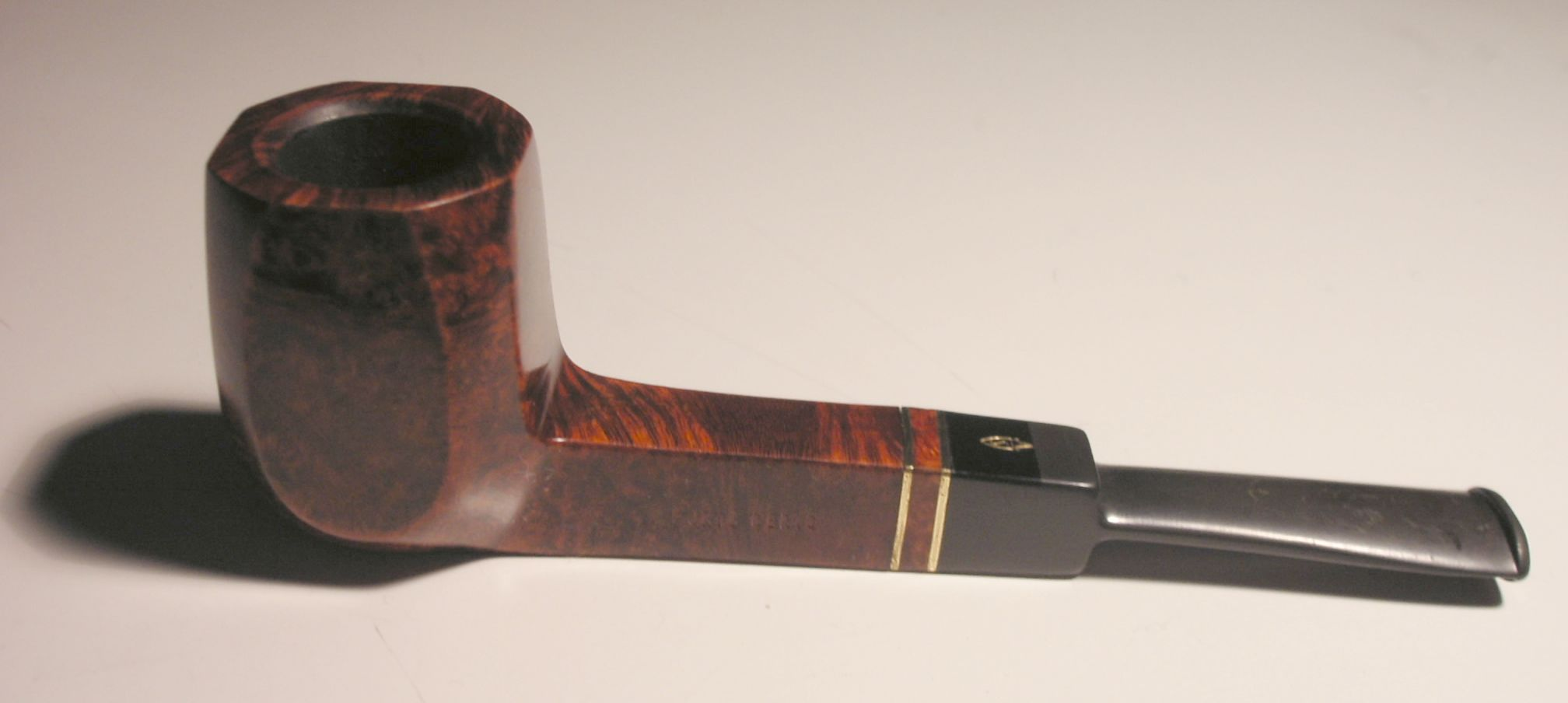
Курительная трубка из бриара

Бриа́р (фр. bruyère — вереск) — материал из плотного древовидного нароста (корнекапа) между корнем и стволом кустарника эрики древовидной (Erica arborea) семейства вересковых. Выполняет роль резервуара, в котором хранится запас воды и полезных веществ, нужных для жизнедеятельности растения.
Хотя эрика древовидная произрастает на большой территории, но только средиземноморский бриар, выросший на сухих почвах, содержащих высокое количество кремния, даёт необходимое по качеству, жаростойкости и прочности сырьё для производства трубок. Кремниевая кислота не дает трубке гореть, а пористая структура бриара превосходно впитывает влагу, образующуюся при курении. Для развития такого бриара необходимо от 30 до 40 лет, но лучшие заготовки получаются из 80—100-летних растений.